# Староство (Великое княжество Литовское)
Староство — государственное имение в Великом княжестве Литовском в XVI—XVIII веках. Давалось монархом во временное владение феодалам за службу. Староства были двух видов: гродовые, приписанные к замкам и составлявшие кормление государственных чиновников — старост, и негродовые, дававшиеся в пожизненное владение за заслуги перед великим князем или государством, а также сдававшиеся в аренду за определённую годовую плату или в залог за заём.
С 1562 года держатели староств были обязаны выплачивать налог на содержания войска — кварту, составлявшую четверть чистого дохода. В 1776 году плата была повышена вдвое. Периодически в староствах проводились ревизии (люстрации). Держатели стремились закрепить владение староствами за членами своей семьи, для чего с позволения великого князя уступали их в пользу своих родственников или несвязанным с ними людям за некоторую плату.
Право раздачи староств имел великий князь, который использовал эту возможность для поддержки и вербовки своих сторонников. Такое положение не устраивало шляхту, которая смогла добиться того, что на сейме 1775 года раздача староств была запрещена, отныне они могли быть только отданы в наследственную аренду на 50 лет.
После разделов Речи Посполитой староства вошли в состав государственных имений. Позднее многие бывшие староства были подарены представителям российского дворянства.